# Eixo Atlántico del Noroeste Peninsular
El Eixo Atlántico del Noroeste Peninsular es una asociación de ayuntamientos transfronterizos de la Eurorregión Galicia-Norte de Portugal que promueve aquellas iniciativas que fomenten el desarrollo a través de la cooperación transfronteriza. Con este objetivo lleva a cabo una doble labor: programas concretos para el desarrollo de la Eurorregión Galicia-Norte de Portugal y acciones de lobby político en defensa de los intereses de las ciudades que representa ante los gobiernos regionales, nacionales y la Unión Europea.

### Constitución
El Eixo Atlántico del Noroeste Peninsular nació en 1992 y actualmente está integrado por 37 ciudades de Galicia y el Norte de Portugal y dos Diputaciones gallegas.
Las ciudades fundadoras fueron trece: Vigo, Porto, Ourense, Ferrol, A Coruña, Santiago, Pontevedra,  Braga, Bragança, Chaves, Viana, Vila Real y Lugo. 
Poco a poco el número ha ido creciendo hasta llegar a las 41 actuales: 
A Coruña, Amarante, Barcelos, Braga, Bragança, Carballo, Culleredo, Deputación Provincial de Lugo, Deputación Provincial de Ourense, Esposende, Fafe, Felgueiras, Ferrol, Gondomar, Guimarães, Lalín, Lugo, Maia, Matosinhos, Mirandela, Monforte de Lemos, Narón, O Barco de Valdeorras, O Carballiño, Ourense, Peso da Régua, Pontevedra, Porto, Póvoa de Varzim, Ribeira, Santa Maria da Feira, Santiago de Compostela, Sarria, Valongo, Viana do Castelo, Vila do Conde, Vila Nova de Famalicão, Vila Nova de Gaia, Vila Real, Vilagarcía de Arousa, Vigo.
El documento fundacional del Eixo Atlántico es la Declaración de Porto, donde se explica la filosofía de esta entidad y el protagonismo que las ciudades deben tener en la Unión Europea del futuro: “La aplicación y entrada en vigor del Acta Única Europea a partir del 1 de enero de 1993, así como el desarrollo de las medidas adoptadas en la Conferencia de Maastricht requieren la urgencia de adoptar medidas políticas que permitan asegurar el papel de las ciudades en la construcción de la Europa Unida”.

### Actuaciones
En su faceta de lobby, el Eixo Atlántico ha desarrollado diversas iniciativas como el impulso a la campaña de eliminación del roaming, en apoyo a la CE y el Parlamento, con la recogida de más de 100 000 firmas en menos de un mes a través de la plataforma change.org, que contribuyó a la eliminación alcanzada el 15 de junio de 2017.
En el ámbito de las infraestructuras, destaca el impulso para la recuperación de la línea férrea Porto-Vigo, o las acciones de presión para lograr mejorar la comunicación en la eurorregión, con la modernización de la línea La Coruña-Lisboa, que permite conectar todos los puertos de la fachada atlántica ibérica e impulsar su conexión con Mercosur.
También en este ámbito impulsó la directiva europea que mandata la interoperabilidad de los sistemas de peajes para resolver la crisis creada por la implantación de los peajes virtuales y que provocaron el cierre de en torno al 40% de las empresas vinculadas al sector turístico en un radio de unos 70 km de la frontera.
En septiembre de 2020, el Eixo Atlántico celebró en Pontevedra la Conferencia de Alcaldes, una reunión en la que los alcaldes y alcaldesas de las ciudades del Eixo se comprometieron a establecer más colaboración regional e institucional entre los poderes públicos y mayor conexión a los agentes de la sociedad civil. Esta fue una de las conclusiones de la conferencia de alcaldes del Eixo Atlántico que reunió en Pontevedra a un grupo de especialistas y alcaldes de 31 municipios de la asociación transfronteriza, para debatir la recuperación económica y social en toda la eurorregión en la pospandemia de Covid-19. Con el objetivo de discutir estrategias, teniendo en cuenta los intereses de la eurorregión del Norte de Portugal y de Galicia, en este encuentro fueron debatidas las políticas a desarrollar en el proceso de reconstrucción para superar la crisis causada por la pandemia, así como para fortalecer la resiliencia de las ciudades para prevenir los efectos de futuras situaciones similares.
El Eixo Atlántico impulsa políticas de desarrollo en distintos ámbitos: 
- Deporte: Los Xogos del Eixo Atlántico son, desde 1995, un evento deportivo transfronterizo único en Europa. El objetivo es promover del deporte, a la convivencia entre los jóvenes y también al mejor conocimiento entre los ciudadanos de las dos regiones. La última edición se celebró en Maia en mayo de 2022 con 2200 deportistas de 28 delegaciones, 16 portuguesas y 12 gallegas. Los jóvenes compitieron en las modalidades deportivas de balonmano femenino y masculino, fútbol 7 masculino, voleibol femenino, baloncesto masculino y femenino, natación y natación adaptada, atletismo y atletismo adaptado.
- Cultura: La Capital de la Cultura del Eixo Atlántico nació en 2007 con vista a potenciar la cultura en todas sus expresiones en las ciudades del Eixo Atlántico contando siempre con la presencia cultural de los países históricamente conectados a Portugal y a Galicia. Transversal a todas las áreas culturales. En 2023 Lugo ha sido elegida, por unanimidad, como Capital de la Cultura del Eixo Atlántico.

La Bienal de pintura, es un programa con más de 20 años, que estimula la creación artística, posibilitando simultáneamente el intercambio cultural y el conocimiento de artistas, que en el noroeste peninsular constituyen una contribución      extraordinariamente viva y dinámica en el panorama cultural europeo. Puede visitar la Bienal de 2022 de manera virtual en este enlace. 
- Educación: La Mostra Musical, en la que participan conservatorios y escuelas de música de la eurorregión, tiene como objetivo reconocer, promover, premiar y difundir la práctica de la música, apoyando a los músicos e intérpretes que por su valor e interés puedan contribuir a la difusión del gusto por la Música de Galicia y del Norte de Portugal, favoreciendo la innovación, la calidad, la interacción y la renovación en el panorama musical del Eixo Atlántico. Su última edición se celebró en mayo de 2022 en Ferrol.
- Turismo: La feria de turismo de Expocidades es una herramienta de promoción del turismo de proximidad de las ciudades del Eixo Atlántico. Busca promover nuestras ciudades en su medio de mercado inmediato, así como también aprovechar para favorecer la relación directa entre productores turísticos (turismo rural, programas de turismo de naturaleza programas de turismo de aventura, etc.) y comercializadores (agencias de viajes y operadores). En mayo de 2022 se celebró en Ferrol con una exposición de 31 stands de las diferentes ciudades del Eixo.

### Agenda Urbana
En el mes de junio de 2017 en un congreso presidido por el Primer Ministro portugués en Braga, el Eixo Atlántico debatió ccon más de 400 líderes sociales, políticos y académicos de la Eurorregión la primera  que se aprueba en Europa. En marzo de 2018 se terminaron los trabajos y fue presentada en Bruselas en octubre de ese año, junto con su plan de acción.

### Cooperación transfronteriza
En 2015 el Rey de España, Felipe VI, y el entonces presidente de la República portuguesa, Cavaco Silva, presidieron la XXIII Asamblea General del Eixo Atlántico, que se celebró en la ciudad de La Coruña. Fue la primera vez que dos jefes de Estado de ambos países participaban conjuntamente en un acto de entidades de cooperación transfronteriza.
Posteriormente, en 2017, el primer ministro de Portugal presidió en la ciudad de Braga el acto conmemorativo de los 25 años del Eixo Atlántico en el que se entregó la medalla de oro de la entidad a Jacques Delors, presidente de la Comisión Europea en el momento de la fundación del Eixo, así como a los impulsores de su creación, el portugués Fernando Gomes y el español Eneko Landaburu..

### Presidenta
En la actualidad su presidente es Luís Nobre, alcalde de Viana do Castelo.

## Véase también

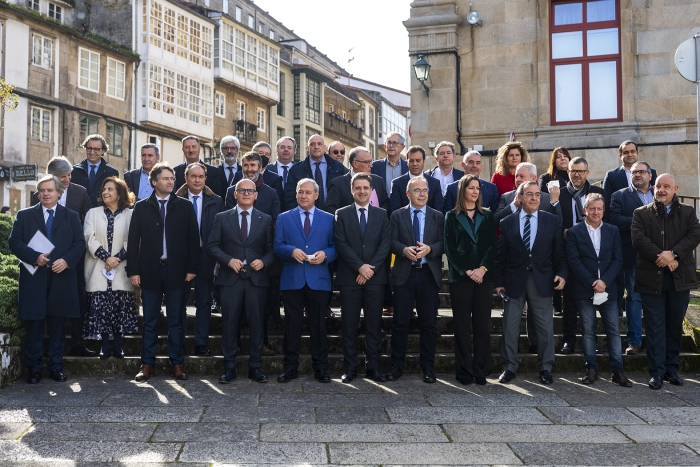
La Asamblea General celebrada en Santiago de Compostela en el 30 aniversario de la entidad eligió a Lara Méndez, Alcaldesa de Lugo, como presidenta. La primera mujer que ocupa este cargo en el ente transfronterizo.